# Lijst van voetbalinterlands Canada - Costa Rica
Deze lijst van voetbalinterlands is een overzicht van alle officiële voetbalwedstrijden tussen de nationale teams van Canada en Costa Rica. De landen speelden tot op heden 25 keer tegen elkaar, te beginnen met een vriendschappelijke wedstrijd, die werd gespeeld op 21 maart 1985 in San José. Het laatste duel, een kwalificatiewedstrijd voor het Wereldkampioenschap voetbal 2022, vond plaats in de Costa Ricaanse hoofdstad op 24 maart 2022.

## Wedstrijden
| №  | Plaats      | Datum             | Competitie             | Wedstrijd           | Uitslag |
| -- | ----------- | ----------------- | ---------------------- | ------------------- | ------- |
| 1  | San José    | 21 maart 1985     | Vriendschappelijk      | Costa Rica – Canada | 1 – 0   |
| 2  | San José    | 24 maart 1985     | Vriendschappelijk      | Costa Rica – Canada | 0 – 0   |
| 3  | Toronto     | 17 augustus 1985  | WK 1986 kwalificatie   | Canada – Costa Rica | 1 – 1   |
| 4  | San José    | 1 september 1986  | WK 1986 kwalificatie   | Costa Rica – Canada | 0 – 0   |
| 5  | Montreal    | 17 juni 1988      | Vriendschappelijk      | Canada – Costa Rica | 0 – 1   |
| 6  | Montreal    | 17 juni 1989      | Vriendschappelijk      | Canada − Costa Rica | 0 − 1   |
| 7  | San José    | 24 maart 1993     | Vriendschappelijk      | Costa Rica – Canada | 0 – 1   |
| 8  | Mexico-Stad | 11 juli 1993      | CONCACAF Gold Cup 1993 | Canada – Costa Rica | 1 – 1   |
| 9  | Toronto     | 5 juni 1996       | Vriendschappelijk      | Canada – Costa Rica | 0 – 1   |
| 10 | Edmonton    | 1 juni 1997       | WK 1998 kwalificatie   | Canada – Costa Rica | 1 – 0   |
| 11 | San José    | 16 november 1997  | WK 1998 kwalificatie   | Costa Rica – Canada | 3 – 1   |
| 12 | San Diego   | 13 februari 2000  | CONCACAF Gold Cup 2000 | Costa Rica – Canada | 2 – 2   |
| 13 | Boston      | 12 juli 2003      | CONCACAF Gold Cup 2003 | Costa Rica – Canada | 0 – 1   |
| 14 | San José    | 8 september 2004  | WK 2006 kwalificatie   | Costa Rica – Canada | 1 – 0   |
| 15 | Vancouver   | 13 oktober 2004   | WK 2006 kwalificatie   | Canada – Costa Rica | 1 – 3   |
| 16 | Seattle     | 7 juli 2005       | CONCACAF Gold Cup 2005 | Canada – Costa Rica | 0 – 1   |
| 17 | Miami       | 6 juni 2007       | CONCACAF Gold Cup 2007 | Costa Rica – Canada | 1 – 2   |
| 18 | Toronto     | 12 september 2007 | Vriendschappelijk      | Canada – Costa Rica | 1 – 1   |
| 19 | Miami       | 10 juni 2009      | CONCACAF Gold Cup 2009 | Costa Rica – Canada | 2 – 2   |
| 20 | Edmonton    | 28 mei 2013       | Vriendschappelijk      | Canada – Costa Rica | 0 − 1   |
| 21 | Toronto     | 14 juli 2015      | CONCACAF Gold Cup 2015 | Canada − Costa Rica | 0 − 0   |
| 22 | Houston     | 12 juli 2017      | CONCACAF Gold Cup 2017 | Costa Rica − Canada | 1 − 1   |
| 23 | Arlington   | 25 juli 2021      | CONCACAF Gold Cup 2021 | Costa Rica − Canada | 0 − 2   |
| 24 | Edmonton    | 12 november 2021  | WK 2022 kwalificatie   | Canada − Costa Rica | 1 − 0   |
| 25 | San José    | 24 maart 2022     | WK 2022 kwalificatie   | Costa Rica − Canada | 1 − 0   |

## Samenvatting
| Competitie        | Totaal gespeeld | Winst Canada | Gelijk | Winst Costa Rica | Doelsaldo Canada – Costa Rica |
| ----------------- | --------------- | ------------ | ------ | ---------------- | ----------------------------- |
| WK-kwalificatie   | 8               | 2            | 2      | 4                | 5 − 9                         |
| CONCACAF Gold Cup | 9               | 3            | 5      | 1                | 11 − 8                        |
| Vriendschappelijk | 8               | 1            | 2      | 5                | 2 − 6                         |
| Totaal            | 25              | 6            | 9      | 10               | 18 − 23                       |

Wedstrijden bepaald door strafschoppen worden, in lijn met de FIFA, als een gelijkspel gerekend.

## Details

### Tweede ontmoeting
| Costa Rica | 0 – 0 | Canada |
|            | goals |        |

### Vierde ontmoeting
| Costa Rica | 0 – 0 | Canada |
|            | goals |        |

### Zevende ontmoeting
| Costa Rica | 0 – 1 | Canada           |
|            | goals | 83' Colin Miller |

### Achtste ontmoeting
| Canada           | 1 – 1 | Costa Rica    |
| Nick Dasovic 43' | goals | 82' Roy Myers |

### Negende ontmoeting
| Canada | 0 – 1        | Costa Rica |
| | goals        | 80' Rónald Gómez |
| Alan Errington | bondscoach   | Valdeir Vieria Badu |
| Craig Forrest Frank Yallop Mark Watson Paul Fenwick Carl Fletcher Nick Dasovic Lydon Hooper 82' Paul Peschisolido Geoff Aunger Alex Bunbury 82' Carlo Corazzin | opstellingen | Erick Lonnis Mauricio Montero Javier Delgado Ronald González 72' Vladimir Quesado Wilmer Lopez Mauricio Solís 72' Óscar Ramírez Reymond Harris Gilbert Solano 46' Javier Wanchope |
| Kevin Holness 82' John Limniatis 82' | wissels      | 46' Rónald Gómez 72' Austín Berry 72' Victor Badilla |
| Paul Fenwick 67' | gele kaarten | 23' Reymond Harris 60' Mauricio Solís 68' Óscar Ramírez 88' Rónald Gómez |
| Paul Peschisolido 5', 57' | rode kaarten | |

### Tiende ontmoeting
| Canada            | 1 – 0 | Costa Rica |
| Eddy Berdusco 68' | goals |            |

### Elfde ontmoeting
| Costa Rica                                              | 3 – 1 | Canada            |
| Richard Smith 7' Fárlen Ilama 47' Luis Marín 89' (pen.) | goals | 48' Carl Fletcher |

### Twaalfde ontmoeting
| Canada                                       | 2 – 2 | Costa Rica                        |
| Carlo Corazzin 19' (pen.) Carlo Corazzin 57' | goals | 10' Jafet Soto 54' Harold Wallace |

### Dertiende ontmoeting
| Canada            | 1 – 0 | Costa Rica |
| Paul Stalteri 59' | goals |            |

### Veertiende ontmoeting
| Costa Rica         | 1 – 0 | Canada |
| Paulo Wanchope 46' | goals |        |

### Vijftiende ontmoeting
| Canada                | 1 – 3 | Costa Rica                                                  |
| Dwayne De Rosario 12' | goals | 49' Paulo Wanchope 81' William Sunsing 87' Carlos Hernández |

### Zestiende ontmoeting
| Canada | 0 – 1 | Costa Rica     |
|        | goals | 30' Jafet Soto |

### Zeventiende ontmoeting
| Costa Rica         | 1 – 2 | Canada                                    |
| Walter Centeno 56' | goals | 57' Julián de Guzmán 73' Julián de Guzmán |

### Achttiende ontmoeting
| Canada                | 1 – 1        | Costa Rica               |
| Dwayne De Rosario 53' | goals        | 47' Víctor Núñez         |
|                       | rode kaarten | ?', 48' Randall Azofeifa |

### Negentiende ontmoeting
| Costa Rica                         | 2 – 2 | Canada                                 |
| Andy Herrón 23' Walter Centeno 35' | goals | 25' Patrice Bernier 28' Marcel de Jong |

### Twintigste ontmoeting
|                                                                                                |              |                          |
| Canada                                                                                         | 0 – 1        | Costa Rica               |
|                                                                                                | goals        | 17' (pen.) Jairo Arrieta |
| Nikolas Ledgerwood 74'                                                                         | rode kaarten | 74' Christopher Meneses  |
| - Debuut van Yendrick Ruiz, Kendall Waston, Jordan Smith en Alejandro Aguilar voor Costa Rica. |              |                          |